# 順番
| ウィキペディアには「順番」という見出しの百科事典記事はありません（タイトルに「順番」を含むページの一覧/「順番」で始まるページの一覧）。 代わりにウィクショナリーのページ「順番」が役に立つかもしれません。 |